# 雲南市立西日登小学校
雲南市立西日登小学校（うんなんしりつ にしひのぼりしょうがっこう）は、島根県雲南市木次町西日登にある公立小学校。

## 沿革
- 1874年7月15日 - 第四学区第9中学区西日登小学校として設立される。
- 1887年9月 - 西日登簡易学校に改称。
- 1892年7月15日 - 日登村西日登尋常小学校に改称。
- 1941年4月1日 - 日登村立西日登国民学校に改称。
- 1947年4月1日 - 日登村立西日登小学校に改称。
- 1955年3月3日 - 雲南木次町立西日登小学校に改称。
- 1957年5月3日 - 木次町立西日登小学校に改称。
- 2004年11月1日 - 雲南市立西日登小学校に改称。

## 周辺
- 国道314号
- 斐伊川